# Фильтр нижних частот

Амплитудно-частотная характеристика ФНЧ 1-го порядка

Фильтр ни́жних часто́т (ФНЧ) — электронный или любой другой фильтр, эффективно пропускающий частотный спектр сигнала ниже некоторой частоты (частоты среза) и подавляющий частоты сигнала выше этой частоты. Степень подавления частоты в полосе подавления (полосе заграждения) зависит от вида фильтра.
Фильтр верхних частот (ФВЧ) же пропускает частоты сигнала выше частоты среза, подавляя низкие частоты.
Реализация фильтров нижних частот может быть разнообразной, включая электронные схемы, вычислительные устройства под управлением программных алгоритмов, акустические барьеры, механические системы и т. д.

## Типы

Электронный фильтр нижних частот 1-го порядка построенный на RC-цепи

Схема, отклик, амплитудно-частотная характеристика и векторная диаграмма фильтра нижних частот 1-го порядка

В схемах пассивных аналоговых электронных фильтров используют реактивные элементы, такие как катушки индуктивности и конденсаторы. Сопротивление реактивных элементов зависит от частоты, поэтому, комбинируя такие элементы, можно добиться усиления или ослабления гармоник с нужными частотами.

### Идеальный фильтр нижних частот

Амплитудно-частотная характеристика идеального фильтра нижних частот

Идеальный фильтр нижних частот (sinc-фильтр) полностью подавляет все частоты входного сигнала выше частоты среза и пропускает без изменений все частоты ниже частоты среза. Переходной зоны между частотами полосы подавления и полосы пропускания не существует. Идеальный фильтр нижних частот может быть реализован лишь теоретически с помощью умножения спектра (преобразования Фурье) входного сигнала на прямоугольную функцию в частотной области, или, что даёт тот же эффект, свёртки сигнала во временно́́й области с sinc-функцией.
Идеальный фильтр физически нереализуем, так как sinc-функция имеет ненулевые значения для всех моментов времени от минус бесконечности до бесконечности, т. е. импульсная характеристика идеального фильтра не равна нулю для моментов времени меньших нуля (моментов времени в прошлом). Его можно использовать только математически.
Реальные фильтры для приложений реального времени могут лишь приближаться к идеальному фильтру.

### Фильтр Бесселя
Один из наиболее распространённых типов линейных фильтров, отличительной особенностью которого является максимально гладкая функция групповой задержки (почти линейная фазо-частотная характеристика).

## Применение
Для звуковых волн твёрдый барьер играет роль фильтра нижних частот — например, в музыке, играющей в другой комнате, легко различимы басы, а высокие частоты отфильтровываются (звук «оглушается»). Точно так же ухом воспринимается музыка, играющая в закрытой машине.
Электронные фильтры нижних частот используются для подавления пульсаций напряжения на выходе выпрямителей переменного тока, для разделения частотных полос в акустических системах, в системах передачи данных для подавления высокочастотных помех и ограничения спектра сигнала, а также имеют большое число других применений.
Радиопередатчики используют ФНЧ для блокировки гармонических излучений, которые могут взаимодействовать с низкочастотным полезным сигналом и создавать помехи другим радиоэлектронным средствам.
Механические низкочастотные фильтры часто используют в контурах АВМ непрерывных систем управления в качестве корректирующих звеньев.
В обработке изображений низкочастотные фильтры используются для очистки изображения от шума и создания спецэффектов, а также при сжатии изображений.